# 高橋荘兵衛
高橋 荘兵衛（たかはし そうべえ）は、加賀藩御算用者（知行御算用者小頭並110石）。荘兵衛は通称で、諱は作善（たつおき）。東京帝国大学医科大学初代薬理学教授高橋順太郎の父。

## 経歴
加賀藩士・高橋貞助の嫡男として生まれる。1845年（弘化2年）4月 加賀藩御算用場に雇われて以来、幕末異国船の脅威から海防の必然性により、藩の御算用者軍艦方として加賀藩梅鉢艦隊の購入に携わる。長州征伐の際、石州浜田（島根県浜田市）に積米を裁き、京都加賀藩邸詰所（京都市中京区河原町）に在京。第2次長州征伐の際、梅鉢艦隊の指揮官大小将組頭岡田助右衛門の配下に加わり、広島、京都ならびに大阪において諸事御用御陣払いの御用を務め、1866年（慶応2年）2月金沢に帰着。

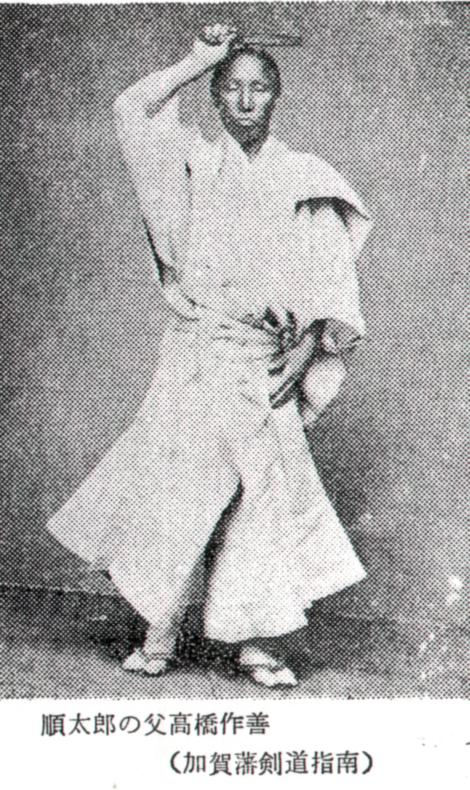
荘兵衛　慶応4年　在崎時

1866年（慶応2年）8月、上海にて機関修理を行っていた加賀藩軍艦発機丸回収に携わり、1867年（慶応3年）2月、長崎のグラバー商会へ『発機丸』回航及び『李白里丸』艦船購入の御内用の命を受け、長崎に派遣される。同年、5月英人ガラバ（グラバー）より英船ウワエハダリヤ号（後の帆船駿相丸）を洋銀1万枚にて購入、10月ニコスボーイ号（後の帆船起業丸）などの購入に携わった。

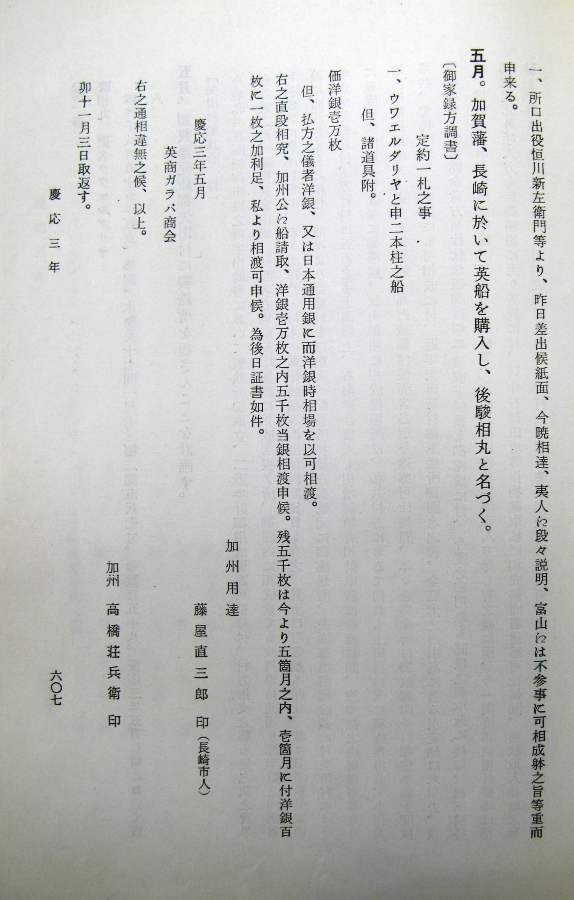
グラバー商会 英船購入

慶応4年（1868年）正月、王政復古、鳥羽・伏見の戦いで幕府軍が敗れたとの報が長崎にもたらされた。それを知った長崎奉行・河津伊豆守祐邦は身辺の品を港内に停泊中のイギリス船に運び、ついで守衛の村尾氏次という者1人を伴って西役所から出て、イギリス船に乗り込んだ。その時彼は、洋服に靴を履き、ピストルをズボンに隠し持っていたという。慶応4年1月14日夜11時頃のことであった。そして、翌15日早朝、その船で長崎を脱出。
河津伊豆守は脱出の際に後事を福岡藩の聞役・粟田貢に託しており、それを受けて粟田は長崎地役人の薬師寺久左衛門、岡田吉大夫、本木昌造、尾上栄文らと協議。新政府は土佐藩の佐々木高行に命じ、在崎の海援隊士が長崎西奉行所を接収、当時長崎にいた各藩士と共に、新政府より沙汰があるか責任者が派遣されるまでは、これまで通りに諸事を取り図ると申し合わせた。
これにより、薩摩藩・長州藩・土佐藩・広島藩・大村藩・宇和島藩・対馬藩・加賀藩・柳川藩・越前藩・肥後熊本藩・福岡藩・平戸藩・五嶋藩・島原藩・小倉藩の16藩の合議による協議体が発足。この協議体は連名の誓約書を作っており、その連名者の中には土佐の佐々木高行や佐賀の大隈重信、薩摩の松方正義、加賀の高橋荘兵衛の名もある。
長崎奉行所西役所は長崎会議所と称され、1868年（慶応4年）2月15日に澤宣嘉が九州鎮撫総督兼外務事務総督に就任するまで、長崎の政務を執る事になった。荘兵衛は会議所の配下、政治裁判掛を勤める。また、治安維持には各藩兵や長崎奉行が結成した振遠隊が当たる事となった。
1868年（慶応4年）2月澤宣嘉九州鎮撫総督着任後、北越戦争増援輸送のため『李百里丸』に乗船、官軍掛任務を務めた。この加賀藩艦船の軍事輸送は加賀藩主命令ではなく、新政府側の要求としての任務であった。
1869年（明治2年）4月、理財局一等承事少属会計掛の任命後、1871年（明治4年）7月廃藩置県がなされ、旧藩知事前田慶寧の上京に伴い東京府神田山本町に家族と住居を移す。その後第十五国立銀行（華族銀行）の重役、金沢第十二国立銀行の副頭取を務める。
1890年（明治23年）8月21日没、享年64。墓所は東京都豊島区の雑司ヶ谷霊園。

## 年譜
- 1826年（文政9年）8月　- 加賀藩知行御算用者小頭高橋貞助夫妻の嫡男として生まれる
- 1845年（弘化2年）4月　- 御算用場御用御雇、仰渡
- 1847年（弘化4年）7月　- 御算用者に召抱、御預所相勤、仰渡（切米四十表）
- 1848年（嘉永元年）6月　- 御預所定加人、仰渡
- 1849年（嘉永2年）1月　- 御預所定役、同年7月江戸表に於て、父：貞助遺知110石相続、仰付
- 1852年（嘉永5年）4月　- 年寄席執事役、仰渡
- 1856年（安政3年）5月　- 年寄席執事役・海防方兼帯、仰渡
- 1862年（文久2年）9月　- 景徳院様御迎御用に付、同年10月経武館居合総師範、仰付
- 1862年（文久2年）12月　- 江戸詰中御用当分加人、仰付
- 1864年（元治元年）9月　- 長州征伐に付き越中伏木浦より石州浜田廻米輸送後、京都詰所御用右に付兵士、仰渡
- 1866年（慶応2年）1月　- 長州征伐追討諸事御用、芸州・大阪・京都諸事御用御陣払相勤、2月帰着。金沢城二の丸にて長州追討御目録提出、白銀13枚・赤飯拝領
- 1866年（慶応2年）8月　- 御内用香港候旨、仰渡
- 1866年（慶応2年）8月　- 御算用者御軍艦方、産物方兼帯、御算用場小頭並、仰付
- 1867年（慶応3年）2月　- 李百里御船御国乗廻御内用に仰付、肥前長崎に在越、10月長崎乗廻、商会にて取開
- 1868年（慶応4年）1月　- 長崎奉行退去、諸藩会議所在出、政治方裁判相勤
- 1868年（慶応4年）2月　- 総督澤主水正殿御着につき会議所御引渡、李百里御船にて異家の徒・岩国兵隊、越後乗廻御用相勤、8月帰着
- 1869年（明治2年）3月　- 職制改正三等上士、同年4月理財局一等承事少属会計掛、仰渡
- 1870年（明治3年）7月　- 士族掛兼務、仰渡

## 家族・親族
- 父：高橋貞助（知行御算用者小頭110石）※父：山辺左平、定番御馬廻御番当支配100石の三男（高橋家へ養嗣子）
- 母：猪右衛門の娘（知行御算用者小頭110石、高橋猪右衛門：長女）
- 妻：石橋鈴（御算用者、石橋良蔵：嫡女）※父：高橋良蔵、知行御算用者小頭、高橋猪右衛門110石：二男（石橋家へ養嗣子）

- 弟：音三郎（御算用者40表　通称：音三郎、諱：鳴盛（なるもり）
- 妹：常 - 石田政治に嫁す（高橋直次郎と娘：末が結婚）

- 長男：順太郎（御算用者40表　東京帝国大学医科大学初代薬理学教授　医学博士）
- 二男：直次郎　石田家へ養嗣子（金沢府時計商第1号）
- 長女：他所 - 堀達に嫁す
- 二女：敬 - 河北秀之進に嫁す
- 三女：留 - 野口孝に嫁す
- 三男：花山陸士15期卒、日露戦争に於いて第9師団歩兵第7連隊(金沢)に所属、旅順攻略戦に従軍する

## 系譜
- 髙橋氏　本国は越前。髙橋家は慶長3年（1598年）に加賀藩御算用者として召抱えられてから明治2年の版籍奉還に及ぶ。家紋（定紋）は二重亀の甲ノ内花菱、替紋は三蓋笠、菩提寺は浄土宗大蓮寺　（明治3年 先祖由緒并一類附帳 髙橋荘兵衛）。[3]

```

　山辺九右衛門━彦太夫━藤左衛門━沖右衛門━━左盛━━━━左平━━━━━━山辺貞助
　　　　　　　　　　　　　　　　　　　　　　　　　　　　　　　　　　　　　　　┃
　　　　　　　　　　　　　　　　　　　　　　　　　　　　　　　　　　　　　　　┃
　髙橋作右衛門━━小平━作左衛門━宅右衛門━━多四郎━━━猪右衛門　　　　　　┃
　　　　　　　　　　　　　　　　　　　　　　　　　　　　　　┃　　　　　　　　┣━━┳━━━━荘兵衛
　　　　　　　　　　　　　　　　　　　　　　　　　　　　　　┃　　　　　　　　┃　　┃　　　　　┃
　　　　　　　　　　　　　　　　　　　　　　　　　　　　　　┃　　　　　　　　┃　　┃　　　　　┃　　　┏━順太郎
　　　　　　　　　　　　　　　　　　　　　　　　　　　　　　┣━━━┳━猪右衛門の娘┣━音三郎　┃　　　┃
　諏訪孫左衛門━━勘七━━文平━━所左衛門━━諏訪文平┓　　┃　　　┃　　　　　　　┃　　　　　┃　　　┃
　　　　　　　　　　　　　　　　　　　　　　　　　　　┃　　┃　　　┃　　　　　　　┃　　　　　┣━━━╋━直次郎
　　　　　　　　　　　　　　　　　　　　　　　　　　　┣━文平の娘　┃　　　　　　　┗━常　　　┃　　　┃
　　　　　　　　　　　　　　　　　　　　　　　　　　　┃　　　　　　┃　　　　　　　　　┃　　　┃　　　┃
　山瀬喜兵衛━━武兵衛━系右衛門━━十蔵━━━十蔵の娘┛　　　　　　┃　　　　　　　　　┃　　　┃　　　┣━他所
　　　　　　　　　　　　　　　　　　　　　　　　　　　　　　　　　　┃　　　　　　　　石田政治　┃　　　┃
　　　　　　　　　　　　　　　　　　　　　　　　　　　　  石橋幸蔵─┗━━高橋良蔵　　　　　　　┃　　　┃
　　　　　　　　　　　　　　　　　　　　　　　　　　　　　　　　　　　　　　　┣━━┳━━━━石橋鈴  　┣━敬
　　　　　　　　　　　　　　　　　　　　　　　　　　　　　　　　　　　　　　　┃　　┃　　　　　　　　　┃
　　　　　　　　　　　　　　　　　　　　　　　　　　　　　　　　　　　　　　　┃　　┃　　　　　　　　　┃
　小坂五郎兵衛━伊兵衛━━傳兵衛━━辰五郎━━伊兵衛━━━升兵衛━━━━━小坂志づ　┣━━━石橋良平　　┣━留
　　　　　　　　　　　　　　　　　　　　　　　　　　　　　　　　　　　　　　　　　　┃　　　　　　　　　┃
　　　　　　　　　　　　　　　　　　　　　　　　　　　　　　　　　　　　　　　　　　┃　　　　　　　　　┃
　　　　　　　　　　　　　　　　　　　　　　　　　　　　　　　　　　　　　　　　　　┣━━━石橋鈁次郎　┗━花山
　　　　　　　　　　　　　　　　　　　　　　　　　　　　　　　　　　　　　　　　　　┃
　　　　　　　　　　　　　　　　　　　　　　　　　　　　　　　　　　　　　　　　　　┃
　　　　　　　　　　　　　　　　　　　　　　　　　　　　　　　　　　　　　　　　　　┣━━━石橋又六郎
　　　　　　　　　　　　　　　　　　　　　　　　　　　　　　　　　　　　　　　　　　┃
　　　　　　　　　　　　　　　　　　　　　　　　　　　　　　　　　　　　　　　　　　┃
　　　　　　　　　　　　　　　　　　　　　　　　　　　　　　　　　　　　　　　　　　┗━━━石橋甫

```

## 著書
- 公債証書実価比考表 1878年（明治11年） 高橋作善